# 石頭厝
石頭厝，是臺灣嘉義縣中埔鄉的一個傳統地域名稱，位於該鄉東側主體部分的西部偏北地帶。相較於今日行政區，其範圍大致為裕民村不含南部邊界地帶。

## 歷史
台灣日治初期，石頭厝地區為一街庄（舊制街庄），稱為「石頭厝庄」，隸屬於嘉義東堡。該庄北隔八掌溪支流赤蘭溪及陸界與頂六庄、樹頭埔庄為界，東與枋樹腳庄、鹽館庄、中埔庄為鄰，南邊為龍山腳庄，西邊隔赤蘭溪支流沄水溪與柚仔宅庄、三界埔庄為界。
1901年（日治明治三十四年）11月11日，全台設置二十廳，該庄隸屬於嘉義廳。1904年（明治三十七年）2月15日，該庄編入「中埔區」，隸屬於嘉義廳。1909年（明治四十二年）10月25日，全台整併二十廳為十二廳，該庄仍隸屬於嘉義廳。1910年（明治四十三年）1月18日，各區管轄區域調整，該庄仍隸屬於嘉義廳的「中埔區」。
1920年（大正九年）10月1日，全台廢十二廳改設五州二廳，該庄改制為「石頭厝」大字，隸屬於臺南州嘉義郡中埔庄（新制街庄）。
戰後中埔庄改制為中埔鄉，隸屬於臺南縣，大字亦改制為村。1950年（民國39年）10月，雲、嘉、南分治，中埔鄉改隸屬於嘉義縣。

## 聚落
本地區發展較早的聚落為石頭厝，在日治期初期的官方地圖上已有記載。此外，本地區尚有水仔尾聚落。

## 交通
鄉道嘉135線是頂六至石仔湖的道路。
鄉道嘉135-1線是石頭厝至中埔橋的道路。
鄉道嘉139線是中莊至三層崎的道路。

## 學校
- 大有國小